# José Luis Romo Cruz
José Luis Romo Cruz (Ixmiquilpan, Hidalgo) es un funcionario, economista y autor mexicano de origen indígena otomí. El 5 de septiembre de 2016 fue designado por Omar Fayad Meneses Secretario de Desarrollo Económico de dicha entidad. El 29 de agosto del 2019, fue nombrado Secretario Ejecutivo de Políticas Públicas del Estado, siendo responsable del diseño y articulación de las diferentes acciones a desarrollar en las secretarias que componen el gabinete estatal. La firma internacional de análisis económico Oxford Business Group calificó a Hidalgo Foreign Investment Case Study of the Year a nivel internacional, gracias a la política económica implementada por Romo.

## Formación académica
Cuenta con maestría en políticas públicas por la Kennedy School of Government de la Universidad de Harvard y otra en política económica cursada en la Universidad de Warwick en Reino Unido. Obtuvo la licenciatura en economía en el Instituto Tecnológico Autónomo de México (ITAM) y tiene estudios especializados de econometría por la misma institución.

## Carrera política
De 2008 a 2009 se desempeñó como Director de Planeación y Comunicación del Seguro Popular. Previamente laboró en la Dirección General de Investigación Económica del Banco de México, así como asesor del Subsecretario de  Hacienda y Crédito Público, Director de Proyectos Especiales en la misma dependencia y estadístico en el Learning and Skills Council en Reino Unido.
De 2009 a 2013 fungió como Jefe de la Unidad de Planeación del Instituto Mexicano del Seguro Social, teniendo bajo su responsabilidad la del diseño de la estrategia y planeación general del periodo 2009-2012, en materia operativa, financiera y de servicio.
En coordinación con la OECD, durante dicho periodo fue responsable de la implementación de medidas innovadoras en el IMSS en materia de reducción de combate a la colusión, eficiencia del gasto e integridad, que incluyeron nuevos esquemas de compra de medicamentos que generaron ahorros superiores a los 30 mil millones de pesos. De igual forma, en 2010 fue responsable, junto con Transparencia Mexicana, del diseño e implementación del Mecanismo de Participación Social en Guarderías del IMSS, que permitió garantizar la calidad y seguridad del sistema de guarderías del IMSS después de la tragedia de la Guardería ABC, razón por la cual recibió el premio Improvement of Public Utilities de la iniciativa mundial para el Gobierno Abierto.
De septiembre de 2014 hasta el mes de septiembre de 2016, fungió como Director Corporativo de Planeación, Evaluación y Vinculación del Nuevo Aeropuerto de la Ciudad de México, siendo responsable de la planeación estratégica requerida para el desarrollo del Nuevo Aeropuerto, de realizar la evaluación de la misma y de dar seguimiento de las acciones a desarrollarse en cada una de las etapas del proyecto para facilitar el desarrollo institucional; así como facilitar la coordinación y vinculación de las diversas áreas del GACM y otros actores involucrados.
Como Secretario de Desarrollo Económico del estado de Hidalgo ha sido responsable de la llegada de inversiones como la armadora de vehículos JAC Motors en medio de la incertidumbre en el sector automotor causada por la renegociación del TLCAN; la inversión de Anheuser-Busch InBev que a través de Grupo Modelo, desarrollan en el municipio de Apan cervecera más grande del mundo en construcción; una de las inversiones más importantes en energía renovable en México de Atlas Renewable Energy; así como Grupo Lala, Bimbo, GICSA entre otras.
De acuerdo a la estrategia de desarrollo económico, se han definido como sectores estratégicos: energético, químico farmacéutico, movilidad sustentable, agroindustria y servicios. Para fortalecer la llegada de inversiones se ha propuesto que Hidalgo cuente con una Zona Económica Especial. Diversos analistas han señalado que Hidalgo está proyectado a ser uno de los destinos de inversión más importantes de México. De acuerdo a diversos medios, los montos de inversión alcanzados entre 2016 y 2019 ascienden a 60 mil millones de pesos, la inversión más alta en la historia del estado y que la sitúan entre las entidades con mayor inversión en dicho periodo.
Como Secretario de la Política Pública diseño e implementó Operativo Escudo, una de las 5 políticas públicas más completas en México, para la mitigación del impacto económico y social por COVID19, de acuerdo al CONEVAL y el CIDE, lo cual permitió que Hidalgo fuera el 2º estado con menor defunción de empresas durante la pandemia y  3º estado con mayor número de medidas para apoyar a la población y el empleo. Asimismo, fue responsable del diseño y aplicación de la estrategia de recuperación económica "Hidalgo Más Fuerte", que le permitió ser el 4º estado con mejor recuperación económica en México post-COVID19; evitar que 400 mil hidalguenses cayeran en situación de pobreza y recuperar el nivel de empleo previo a la pandemia en 12 meses.     
En 2022, la firma internacional de análisis económico Oxford Business Group calificó al estado de Hidalgo como "Foreign Investment Case Study of the Year" por la atracción  de inversiones más alta registrada en la historia de dicha entidad y el giro drástico en la estrategia económica implementada por Romo, situación que de igual forma ha sido señalada por diversos analistas financieros mexicanos.

## Publicaciones
Cuenta con diversas publicaciones en materia de estrategia y política pública. En 2013 publicó el libro "La influenza mexicana y la pandemia que viene", en donde se narra el proceso que vivió el IMSS para la atención de la pandemia del virus AH1N1 (hasta entonces desconocido), destacado las limitación del sistema de salud y las lecciones aprendidas para responder a futuras pandemias. Asimismo, ha colaborado en diversos proyectos en materia de competencia, integridad y transparencia.